# NGC 4329
NGC 4329 ist eine Elliptische Galaxie vom Hubble-Typ E5 im Sternbild Rabe südlich der Ekliptik. Sie ist schätzungsweise 184 Millionen Lichtjahre von der Milchstraße entfernt und hat einen Durchmesser von etwa 60.000 Lichtjahren.
Im selben Himmelsareal befinden sich u. a. die Galaxien NGC 4263, IC 785, IC 786.
Das Objekt wurde am 9. März 1828 von John Herschel entdeckt.